# Кессельман, Михаил Аркадьевич
Михаил Аркадьевич (Израилевич) Кессельман (1898—?) — начальник Особого (5-го) отдела УГБ УНКВД по Восточно-Сибирскому краю, капитан государственной безопасности (1935).

## Биография
Из еврейской семьи кустаря—шмуклера (позуметчика), брат С. И. Западного и  А. А. Арнольдова. Окончил 2 класса еврейского казённого училища в Одессе. В органах ВЧК-ГПУ-НКВД с марта 1919 г. С 1922 г. на работе в аппарате Полномочного представительства ГПУ – ОГПУ по Крымской АССР. Член ВКП(б) с 1925 г. С декабря 1931 г. по январь 1933 г. временно исполняющий должность помощника и заместитель начальника Особого отдела Полномочного представительства ОГПУ по Крыму, затем помощник начальника и заместитель начальника 5-го отделения Особого отдела ОГПУ СССР. С июля до августа 1934 г.  заместитель начальника 5-го отделения Особого отдела ГУГБ НКВД СССР, затем начальник Особого отдела УГБ Управления НКВД по Свердловской области. С сентября 1936 г. начальник Особого (5-го) отдела УГБ Управления НКВД по Восточно-Сибирскому краю, с февраля 1937 г. состоял в резерве назначения Отдела кадров НКВД СССР. С марта 1937 г. до января 1938 г. заместитель начальника Контрразведывательного (3-го) отдела УГБ Управления НКВД по Московской области. Несмотря на аресты братьев Семёна и Арнольда (Авраама) Кессельманов, не был репрессирован. В дальнейшем на работе в Народном комиссариате лесной промышленности СССР. С 1943 г. до 1944 г. уполномоченный Государственного комитета обороны по дровяным заготовкам для железнодорожного транспорта в Чувашской АССР.

### Звания
- капитан государственной безопасности, 1935.

### Награды
- орден «Знак Почёта» (15.11.1942, нач. отдела Наркомата лесной промышленности),
- Знак «Почётный работник ВЧК-ГПУ», 1933.